# Aracamunia liesneri
Aracamunia liesneri är en orkidéart som beskrevs av Germán Carnevali och Ivón Mercedes Ramírez Morillo. Aracamunia liesneri ingår i släktet Aracamunia och familjen orkidéer. Inga underarter finns listade i Catalogue of Life.